# Fabio Di Giannantonio
Fabio Di Giannantonio (sinh năm 1998) là một tay đua mô tô người Ý. Fabio Di Giannantonio từng giành chức Á quân giải đua xe Moto3 năm 2018 và từng giành chiến thắng chặng ở giải đua xe MotoGP. Năm 2023 Fabio Di Giannantonio thi đấu MotoGP cho đội đua Gresini Racing.

## Sự nghiệp

### Moto3 và Moto2
Trong khoảng thời gian thi đấu Moto3 (2015-2018), Fabio Di Giannantonio giành được 2 chiến thắng chặng. Kết quả tốt nhất là chức Á quân mùa giải 2018, sau Jorge Martin.
Từ năm 2019 đến 2021, Fabio Di Giannantonio chuyển lên thi đấu thể thức Moto2, anh giành được 1 chiến thắng chặng nữa ở chặng đua Jerez 2021.

### MotoGP (2022-nay)
Năm 2022, Fabio Di Giannantonio được đội đua Gresini đăng ký thi đấu thể thức MotoGP. Anh bất ngờ giành được vị trí xuất phát đầu tiên ở chặng đua sân nhà Italia.
Năm 2023, Fabio Di Giannantonio lần đầu lên podium MotoGP ở chặng đua GP Úc, sau đó tiếp tục có lần đầu tiên chiến thắng đua chính MotoGP ở chặng đua Qatar.

## Thống kê thành tích

### Theo năm
| Năm       | Thể thức  | Xe        | Đội đua                   | Số chặng | Chiến thắng | Podium | Pole | FLap | Điểm | Xếp hạng |
| --------- | --------- | --------- | ------------------------- | -------- | ----------- | ------ | ---- | ---- | ---- | -------- |
| 2015      | Moto3     | Honda     | Gresini Racing Moto3      | 1        | 0           | 0      | 0    | 0    | 0    | NC       |
| 2016      | Moto3     | Honda     | Gresini Racing Moto3      | 18       | 0           | 3      | 0    | 0    | 134  | 6th      |
| 2017      | Moto3     | Honda     | Del Conca Gresini Moto3   | 18       | 0           | 5      | 0    | 2    | 153  | 5th      |
| 2018      | Moto3     | Honda     | Del Conca Gresini Moto3   | 18       | 2           | 6      | 0    | 1    | 218  | 2nd      |
| 2019      | Moto2     | Speed Up  | Speed Up Racing           | 19       | 0           | 2      | 1    | 0    | 108  | 9th      |
| 2020      | Moto2     | Speed Up  | Speed Up Racing           | 15       | 0           | 2      | 0    | 0    | 65   | 15th     |
| 2021      | Moto2     | Kalex     | Federal Oil Gresini Moto2 | 18       | 1           | 4      | 0    | 0    | 161  | 7th      |
| 2022      | MotoGP    | Ducati    | Gresini Racing MotoGP     | 20       | 0           | 0      | 1    | 0    | 24   | 20th     |
| 2023      | MotoGP    | Ducati    | Gresini Racing MotoGP     | 19       | 1           | 2      | 0    | 0    | 134* | 12th*    |
| Tổng cộng | Tổng cộng | Tổng cộng | Tổng cộng                 | 146      | 4           | 24     | 2    | 3    | 997  | T        |

### Theo thể thức
| Thể thức  | Năm       | Chặng đua đầu tiên | Podium đầu tiên     | Chiến thắng đầu tiên | Số chặng | Chiến thắng | Podium | Pole | FLap | Điểm | Vô địch |
| --------- | --------- | ------------------ | ------------------- | -------------------- | -------- | ----------- | ------ | ---- | ---- | ---- | ------- |
| Moto3     | 2015–2018 | 2015 Valencia      | 2016 Italy          | 2018 Czech Republic  | 55       | 2           | 14     | 0    | 3    | 505  | 0       |
| Moto2     | 2019–2021 | 2019 Qatar         | 2019 Czech Republic | 2021 Spain           | 52       | 1           | 8      | 1    | 0    | 334  | 0       |
| MotoGP    | 2022–nay  | 2022 Qatar         | 2023 Australia      | 2023 Qatar           | 39       | 1           | 2      | 1    | 0    | 158  | 0       |
| Tổng cộng | 2012–nay  | 2012–nay           | 2012–nay            | 2012–nay             | 146      | 4           | 24     | 2    | 3    | 997  | 0       |

### Kết quả chi tiết
(Ghi chú) (Tên chặng đua được in đậm có nghĩa là tay đua giành được pole ở chặng đua đó. Tên chặng đua được in nghiêng có nghĩa là tay đua giành được fastest lap ở chặng đua đó)
| Năm  | Thể thức | Xe       | 1       | 2       | 3       | 4       | 5       | 6       | 7       | 8       | 9       | 10     | 11      | 12     | 13      | 14      | 15      | 16      | 17     | 18      | 19      | 20     | Xếp hạng | Điểm |
| ---- | -------- | -------- | ------- | ------- | ------- | ------- | ------- | ------- | ------- | ------- | ------- | ------ | ------- | ------ | ------- | ------- | ------- | ------- | ------ | ------- | ------- | ------ | -------- | ---- |
| 2015 | Moto3    | Honda    | QAT     | AME     | ARG     | SPA     | FRA     | ITA     | CAT     | NED     | GER     | IND    | CZE     | GBR    | RSM     | ARA     | JPN     | AUS     | MAL    | VAL 23  |         |        | NC       | 0    |
| 2016 | Moto3    | Honda    | QAT 26  | ARG 25  | AME 17  | SPA Ret | FRA 17  | ITA 2   | CAT 9   | NED 2   | GER 5   | AUT 8  | CZE 3   | GBR 6  | RSM 10  | ARA 4   | JPN 5   | AUS Ret | MAL 15 | VAL 5   |         |        | 6th      | 134  |
| 2017 | Moto3    | Honda    | QAT 8   | ARG Ret | AME 3   | SPA 5   | FRA 3   | ITA 2   | CAT 7   | NED Ret | GER 11  | CZE 21 | AUT 6   | GBR 10 | RSM 3   | ARA 2   | JPN 7   | AUS Ret | MAL 9  | VAL Ret |         |        | 5th      | 153  |
| 2018 | Moto3    | Honda    | QAT 6   | ARG 3   | AME 5   | SPA 7   | FRA 4   | ITA 3   | CAT 7   | NED 9   | GER Ret | CZE 1  | AUT 11  | GBR C  | RSM 3   | ARA 4   | THA 1   | JPN Ret | AUS 2  | MAL 6   | VAL 4   |        | 2nd      | 218  |
| 2019 | Moto2    | Speed Up | QAT 11  | ARG Ret | AME Ret | SPA 12  | FRA 12  | ITA 10  | CAT Ret | NED 11  | GER 4   | CZE 2  | AUT 14  | GBR 6  | RSM 2   | ARA 11  | THA 18  | JPN 11  | AUS 14 | MAL Ret | VAL 9   |        | 9th      | 108  |
| 2020 | Moto2    | Speed Up | QAT 13  | SPA Ret | ANC 18  | CZE 16  | AUT 21  | STY 18  | RSM 7   | EMI 8   | CAT 3   | FRA 7  | ARA Ret | TER 2  | EUR Ret | VAL Ret | POR Ret |         |        |         |         |        | 15th     | 65   |
| 2021 | Moto2    | Kalex    | QAT 3   | DOH 10  | POR 11  | SPA 1   | FRA 8   | ITA Ret | CAT Ret | GER 4   | NED Ret | STY 13 | AUT 12  | GBR 5  | ARA 6   | RSM 9   | AME 2   | EMI 8   | ALR 11 | VAL 2   |         |        | 7th      | 161  |
| 2022 | MotoGP   | Ducati   | QAT 17  | INA 18  | ARG Ret | AME 21  | POR Ret | SPA 18  | FRA 13  | ITA 11  | CAT Ret | GER 8  | NED 14  | GBR 22 | AUT 11  | RSM 20  | ARA 19  | JPN 17  | THA 18 | AUS 20  | MAL Ret | VAL 15 | 20th     | 24   |
| 2023 | MotoGP   | Ducati   | POR Ret | ARG 10  | AME 9   | SPA 12  | FRA 8   | ITA 14  | GER 9   | NED Ret | GBR 13  | AUT 17 | CAT 10  | RSM 17 | IND Ret | JPN 8   | INA 46  | AUS 3   | THA 9  | MAL 9   | QAT 12  | VAL    | 12th*    | 134* |

* Mùa giải đang diễn ra.